# Piante C3

Ciclo di Calvin

Le piante a C3 sono generalmente piante che hanno il loro habitat nei climi temperati.
Si chiamano a C3 poiché il primo composto organico della fotosintesi è una catena carboniosa a 3 atomi di carbonio, la 3-fosfo gliceraldeide o gliceraldeide 3-fosfato (G3P; il 3-fosfoglicerato si abbrevia invece con la sigla 3PGA), che esce dal ciclo di Calvin.
Le piante a C3 sono fotosinteticamente attive di giorno, mentre di notte chiudono gli stomi e diventano consumatrici di ossigeno. Il processo, a differenza delle piante a ciclo C4, avviene all'interno di un'unica cellula e, a differenza delle piante CAM, senza la necessità di scompartimenti.
Le piante C3 fotosintetizzano efficientemente solo a temperature moderate (la massima efficienza si ha a 20 °C) poiché, essendo gli stomi aperti di giorno, una temperatura eccessiva induce un aumento della traspirazione di acqua dalle foglie.